# يوآف بن تسور
حاخام يوآف بن تسور (بالعبرية: יואב בן-צור، من مواليد 11 يونيو 1958) هو سياسي إسرائيلي يشغل حاليا منصب عضو في الكنيست عن حزب شاس.